# Fortune (catch)
Palmarès
1 fois TNA World Heavyweight Championship – James Storm
1 fois TNA World Tag Team Championship – James Storm et Bobby Roode
2 fois TNA X Division Championship – Kazarian et Douglas Williams
1 fois TNA Television Championship – A.J. Styles
Fortune était un clan de catcheurs heel travaillant à la Total Nonstop Action Wrestling (TNA) composé au départ de Ric Flair, A.J. Styles, James Storm, Kazarian et Robert Roode. Par la suite Daniels, Matt Morgan et Douglas Williams les ont rejoints. Il s'agit de l'incarnation la plus récente des Four Horsemen, un des plus célèbres clan de catcheurs dont Flair a été le leader.

## Formation et rivalité avec EV 2.0 (2010)
Le 4 janvier 2010 Ric Flair fait sa première apparition à la Total Nonstop Action Wrestling (TNA) où il observe le match phare de la soirée qui oppose A.J. Styles qui défend avec succès son championnat du monde poids-lourds de la TNA à Kurt Angle. Le 17 janvier à Genesis Flair aide Styles à conserver son titre lors de son match de championnat face à Angle en poussant l'arbitre au sol alors que Styles allait perdre le match par soumission et ensuite Flair lui donne la ceinture de champion pour frapper son adversaire. Styles effectue ainsi un heel turn, passant d'un personnage « gentil » à celui d'un « méchant » et le 21 janvier Flair déclare qu'il prend Styles sous son aile. Le 25 février Desmond Wolfe rejoint Styles et Flair et dans les semaines précédant Lockdown ils sont rejoints par Beer Money, Inc. (James Storm et Robert Roode) ainsi que Sting pour former la Team Flair qui affrontera la Team Hogan dans un Lethal Lockdown match. Le 18 avril à Lockdown, la Team Flair (Beer Money, Inc., Sting et Desmond Wolfe) remporte son match face à la Team Hogan (Abyss, Jeff Jarrett, Jeff Hardy et Rob Van Dam) et Styles conserve son titre face à Pope D’Angelo Dinero. Le lendemain, A.J. Styles perd son titre de champion du monde poids-lourds de la TNA face à Rob Van Dam et la Team Flair perd un match revanche face à la Team Hogan. Après Lockdown, Sting a quitté le groupe pour reprendre sa rivalité avec Jarrett.
Le 20 mai, le clan accueille un nouveau membre en la personne de Kazarian, chose que Styles n'a pas apprécié. Le 17 juin, Flair annonce son intention de reformer les Four Horsemen sous le nom de Fourtune et il compare tous les membres à ses anciens équipiers et pour calmer les tensions naissantes entre Styles et Kazarian il annonce qu'ils feront équipe le 11 juillet à Victory Road face à Samoa Joe et Rob Terry. Ce plan marche car Styles et Kazarian travaille en équipe à Victory Road et remportent leur match grâce à l'intervention de  Wolfe et le 15 juillet Flair annonce que Styles et Kazarian ont gagné leur place au sein du clan,. Wolfe est alors venu rappelant qu'il a aidé les deux hommes à remporter leur match et qu'il mérite d'entrer dans ce clan mais cela lui est refusé en raison de sa série de défaites. La semaine suivante A. J. Styles remporte le championnat global de la TNA après sa victoire face à Rob Terry grâce à l'intervention de Kazarian et le 29 juillet il rebaptise ce titre en championnat Télévision de la TNA,. Ce soir là Robert Roode et James Storm ont intégré officiellement le clan.
Le 12 août, le champion de la division X de la TNA Douglas Williams rejoint le clan après qu'il a aidé Flair à remporter un Street Fight match face à Jay Lethal la semaine précédente,. Ce soir là Matt Morgan rejoint lui aussi le groupe et ils attaquent Extreme Version 2.0 (EV 2.0), un clan composé d'anciens catcheurs de l'Extreme Championship Wrestling (ECW). La semaine suivante Ric Flair explique l'action de son clan en déclarant que EV 2.0 est un cirque composé que d'animaux indisciplinés et qu'ils font partie du passé contrairement à Fourtune. À la suite de ces provocations Dixie Carter, la présidente de la TNA, accompagné de plusieurs membres d'EV 2.0 est venu et a pris le parti des anciens de l'ECW en annonçant que ceux dorénavant tous les membres EV 2.0 sont sous contrat avec la TNA. Ce soir là Styles a vaincu Tommy Dreamer, le leader EV2.0. Beer Money Inc l'a imité la semaine suivante en remportant leur match face à Full Blooded Italians (Guido Maritato et Tony Luke). Le 5 septembre à No Surrender, les membres de Fortune remporte deux matchs simple face à des membres d'EV 2.0 : Douglas Williams conserve son titre face à Sabu et Styles conserve son titre de champion télévision face à Dreamer dans un "I Quit" match. Williams perd son titre au profit de Jay Lethal le 6 septembre lors de l'enregistrement de l'épisode d’Impact! du 16. Plus tard lors de l'enregistrement de cet épisode Tommy Dreamer a admis sa défaite à No Surrender et s'est fait attaquer par Fourtune après qu'A.J. Styles a déclaré que cette rivalité sera terminée quand il l'aura décidé, Brian Kendrick est intervenu en faveur de Dreamer. Le 23 septembre Dreamer revient cette fois ci avec les membres d'EV 2.0 (Raven, Sabu, Stevie Richards et Rhino) et annonce que son clan affrontera Fortune à Bound for Glory dans un Lethal Lockdown match. Plus tard dans la soirée, Styles a battu Sabu dans un Ladder match pour déterminer quelle équipe aura l'avantage numérique à Bound of Glory. Le 7 octobre Ric Flair connait sa première défaite depuis son arrivée à la TNA face à Mick Foley dans un Last man standing match. Trois jours plus tard à Bound for Glory, Fortune (Styles,Kazarian, Morgan, Roode et Storm) perd le Lethal Lockdown match face à EV 2.0 (Dreamer, Raven, Rhino, Richards et Sabu).

## Alliance avec Immortal (2010-2011)
Le 14 octobre, Ric Flair laisse supposer que son clan s'oppose au nouveau management de la fédération composé d'Hulk Hogan, Eric Bischoff, Jeff Jarrett qui soutient ouvertement Abyss et Jeff Hardy (le champion du monde poids-lourds de la TNA) qui est surnommé Immortal. Flair fait croire qu'il veut en découdre avec le Hulkster avant de lui tomber dans les bras, montrant ainsi que son clan est allié à Immortal. Plus tard ce soir là, Fortune (Styles, Storm, Roode, Kazarian et Williams) battent D'Angelo Dinero dans un match à handicap à 5 contre 1. Deux semaines plus tard, Matt Morgan est exclu du clan après s'être inquiété de l'état de santé de Mr. Anderson qui devait affronter Jeff Jarrett dans un chain match alors qu'il a une commotion cérébrale. Ce soir là, Douglas Williams a remplacé Kazarian dans un match par équipe avec A.J. Styles face à Rob Van Dam et Scott Levy que Fortune remporte après que Styles a effectué un blind tag sur son équipier en lui volant ainsi le tombé.

## Membres du clan
| Identité            | Arrivée         | Départ            | Palmarès                                                                         |
| ------------------- | --------------- | ----------------- | -------------------------------------------------------------------------------- |
| Ric Flair           | 17 juin 2010    | 3 février 2011    | 1er leader du groupe                                                             |
| A.J. Styles         | 17 juin 2010    | 5 janvier 2012    | 2d leader du groupe 1 fois TNA Television Champion                               |
| Kazarian            | 17 juin 2010    | 5 janvier 2012    | 1 fois TNA X Division Champion                                                   |
| Bobby Roode         | 22 juillet 2010 | 3 novembre 2011   | 1 fois TNA World Tag Team Champion Vainqueur de la Bound For Glory Series (2011) |
| James Storm         | 22 juillet 2010 | 22 décembre 2011  | 1 fois TNA World Tag Team Champion 1 fois TNA World Heavyweight Champion         |
| Douglas Williams    | 12 août 2010    | 18 novembre 2010  | 1 fois TNA X Division Champion                                                   |
| Matt Morgan         | 12 août 2010    | 28 octobre 2010   |                                                                                  |
| Christopher Daniels | 21 avril 2011   | 22 septembre 2011 |                                                                                  |

## Palmarès
- Total Nonstop Action Wrestling
  - 1 fois TNA World Heavyweight Champion - James Storm
  - 1 fois TNA Television Champion - AJ Styles
  - 2 fois TNA X Division Champion - Douglas Williams (1) et Kazarian (1)
  - 1 fois TNA World Tag Team Champions - Bobby Roode et James Storm
  - Vainqueur de la Bound For Glory Series (2011) - Bobby Roode